# 高铁酸钡
高铁酸钡是一种无机化合物，化学式 BaFeO4。它是一种罕见的六价铁化合物。 其中的铁(VI)酸根离子有两个不成对电子，所以是顺磁性的。它的结构类似BaSO4，含有四面体型的[FeO4]2− 阴离子。

## 结构
其中的高铁酸根阴离子是顺磁性的，因为它有两个不成对电子，而且是四面体形分子构型的。
X射线晶体学显示BaFeO4 纳米晶是正交晶系的（晶格参数 a ≠ b ≠ c，α=β=γ=90°）。它的空间群为 Pnma，晶格参数 a = 0.8880 nm、b = 0.5512 nm 和c = 0.7214 nm。

### 表征
在 870、812、780 cm−1处都观察到高铁酸钡的红外吸收峰。

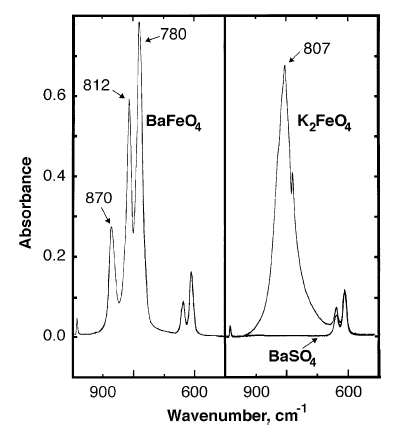
BaFeO_{4} 的红外光谱，显示特征性的吸收峰

BaFeO4 遵守居里-外斯定律，磁矩为 (2.92 ± 0.03) × 10−23 A m2 (3.45 ± 0.1 BM)，外斯参数为 −89 K。

## 制备和反应
高铁酸钡可以通过干法或湿法制备。干法合成通常会加热，例如氢氧化钡和氢氧化亚铁在氧气存在下加热到 800 至 900 °C而成。
Ba(OH)
2 + Fe(OH)
2 + O
2 → BaFeO
4 + 2 H
2O
湿法则采用化学和电化学技术。举个例子，当将氢氧化铁置于碱性条件下并加入强氧化剂（如次氯酸钠）时，就会形成高铁酸根阴离子。
2 Fe(OH)
3 + 3 OCl−
 + 4 OH−
 → 2 FeO2−
4 + 5 H
2O + 3 Cl−

在溶液中加入钡盐，得到高铁酸钡沉淀。将可溶的钡盐加入到碱金属高铁酸盐溶液中，会产生深红色的高铁酸钡沉淀。这种晶体有和铬酸钡一样的结构，溶解度也差不多。高铁酸钡也可以由氧化钡加到次氯酸钠和硝酸铁的混合物中而成。通过在没有二氧化碳的情况下低温进行反应，并通过快速过滤和干燥沉淀物，减少氢氧化钡和碳酸钡作为杂质共沉淀，可以提高产品的纯度。

## 用处
高铁酸钡是一种氧化剂，可用于有机合成。它也用于脱色、去除氰化物、杀灭细菌以及污染和废水的处理。
高铁酸盐可作为“超级铁”电池的高能阴极材料。含有高铁酸盐的阴极因为高度氧化、多电子转移和高内能，而被称为“超级铁”阴极。在所有高铁酸盐中，高铁酸钡的电荷转移异常容易，这对于碱性电池的高功率领域很重要。